# Frode Steinsvik
Frode Steinsvik (født 17. september 1971)	er en tidligere professionel bokser i vægtklassen cruiservægt.
Som bokser på det norske landshold, tabte han på teknisk knockout i første runde mod David Haye i Jordalhallen for 13 år siden. Som professionel bokser vandt han de seks første kampe, og tabte to gange derefter, sidst mod Georges Akono i Las Vegas i 2000.
Han arbejder i dag som børneværnsmedarbejder, og cykler for Sandefjord SK.